# Bulbostylis cruciformis
Bulbostylis cruciformis är en halvgräsart som först beskrevs av Kaare Arnstein Lye, och fick sitt nu gällande namn av Richard Wheeler Haines. Bulbostylis cruciformis ingår i släktet Bulbostylis och familjen halvgräs.
Artens utbredningsområde är Kenya. Inga underarter finns listade i Catalogue of Life.